# Chrząszcze Chile
Chrząszcze Chile, koleopterofauna Chile – ogół taksonów owadów z rzędu chrząszczy (Coleoptera), których występowanie stwierdzono na terenie Chile.
lista nie jest kompletna

## Archostemata

### Cupedidae
W Chile stwierdzono m.in:
- Prolixocupes latreillei

## Chrząszcze wielożerne(Polyphaga)

### Aderidae
W Chile stwierdzono m.in.:
- Dasytomorphus ruficollis

### Archeocrypticidae
W Chile stwierdzono m.in.:
- Archeocrypticus topali
- Enneboeus baeckstroemi
- Enneboeus patagonicus

### Belidae
W Chile stwierdzono m.in:
- Callirhynchinus exquisitus
- Dicordylus annulifer
- Dicordylus argus
- Dicordylus balteatus
- Dicordylus binotatus
- Dicordylus marmoratus
- Oxycraspedus cornutus
- Oxycraspedus cribricollis
- Oxycraspedus minutus
- Trichophthalmus miltomerus

### Biedronkowate(Coccinellidae)
W Chile stwierdzono m.in:

- Adalia angulifera
- biedronka dwukropka (Adalia bipunctata)
- Adalia deficiens
- Adalia kuscheli
- Anisorhizobius funebris
- Cephaloscymnus porteri
- Cheilomenes sexmaculata
- Clitostethus arcuatus
- Coccidophilus arrowi
- Coccidophilus chilensis
- Coccidophilus ferrui
- Coccidophilus mendozai
- Coccidophilus occidentalis
- Coccidophilus transandinus
- Coccidophilus vandenbergae
- Coleomegilla maculata
- Coleomegilla quadrifasciata
- Cranoryssus fairmairei
- Cranoryssus flavomarginatus
- Cranoryssus variegatus
- Cryptolaemus montrouzieri
- Cycloneda ancoralis
- Cycloneda arcula
- Cycloneda chilena
- Cycloneda disconsolata
- Cycloneda eryngii
- Cycloneda fulvipennis
- Cycloneda germainii
- Cycloneda lacrimosa
- Cycloneda limbicollis
- Cycloneda lucasii
- Cycloneda lueri
- Cycloneda patagonica
- Cycloneda pretiosa
- Cycloneda sanguinea
- Cyrea ruizi
- Eriopis alticola
- Eriopis andina
- Eriopis connexa
- Eriopis eschscholtzi
- Eriopis magellanica
- Eriopis minima
- Eriopis opposita
- Eupaleoides chiloensis
- biedronka azjatycka (Harmonia axyridis)
- Harmonia quadripunctata
- Heterodiomus brethesi
- Heterodiomus marchali
- Hippodamia convergens
- Hippodamia variegata
- Hong guerreroi
- Hong slipinskii
- Hyperaspis andina
- Hyperaspis funesta
- Hyperaspis germainii
- Hyperaspis nana
- Hyperaspis sphaeridioides
- Mimoscymnus decorus
- Mimoscymnus gonzalezi
- Mimoscymnus islanegrensis
- Mimoscymnus laticlavus
- Mimoscymnus macula
- Mimoscymnus praeclarus
- Neda patula
- Neorhizobius coquimbensis
- Neorhizobius fuegensis
- Neorhizobius robustus
- Neorhizobius sanguinolentus
- Neoryssomus germaini
- Neoryssomus variabilis
- Nothocolus biimpressus
- Nothocolus chusqueae
- Nothocolus germaini
- Nothocolus gordoni
- Nothocolus indefinitus
- Nothocolus omissus
- Nothocolus pilulus
- Nothocolus porteri
- Nothocolus sicardi
- Olla v-nigrum
- Orbipressus penai
- Orynipus ashworthi
- Orynipus chilensis
- Orynipus darwini
- Orynipus kuscheli
- Orynipus ultimensis
- Paracranoryssus chilianus
- Parasidis barrigai
- Parasidis brethesi
- Parasidis elguetai
- Parasidis gordoni
- Parasidis porteri
- Parastethorus histrio
- Planorbata depressa
- Psyllobora bicongregata
- Psyllobora picta
- Rhizoryssomus ruficollis
- Rhyzobius lophantae
- Rodolia cardinalis
- Scymnobius aricaensis
- Scymnobius galapagoensis
- Scymnobius triangularis
- Scymnus bicolor
- Scymnus coniferarum
- Scymnus loewii
- Scymnus rubicundus
- Stenadalia laskarensis
- Stenadalia marieae
- Stenadalia nigrodorsata
- Stenadalia peregrina
- Stictospilus darwini
- Zilus inexpectatus

### Biphyllidae
W Chile stwierdzono m.in:
- Diplocoelus foveolatus
- Diplocoelus oblongus
- Diplocoelus tessellatus

### Bogatkowate(Buprestidae)
W Chile stwierdzono m.in:

- Agrilaxia brunneipennis
- Agrilus diaguita
- Agrilus sulcipennis
- Agrilus thoracicus
- Anthaxioides aurora
- Atacamita biimpressa
- Atacamita chiliensis
- Bilyaxia concinna
- Bilyaxia cordillerae
- Bilyaxia cupriceps
- Bilyaxia obscurata
- bogatek dziewięcioplamkowy (Buprestis novemmaculata)
- Chrysobothris bothrideres
- Conognatha azarae
- Conognatha azurea
- Conognatha carlosvidali
- Conognatha chalybaeiventris
- Conognatha chalybaeofasciata
- Conognatha chilensis
- Conognatha costipennis
- Conognatha errata
- Conognatha germaini
- Conognatha humeralis
- Conognatha laticollis
- Conognatha leechi
- Conognatha obenbergeri
- Conognatha penai
- Conognatha souverbii
- Conognatha viridiventris
- Ctenoderus chloris
- Ctenoderus oyarcei
- Cylindrophora auronotata
- Cylindrophora maulica
- Cylindrophora rubricollis
- Ectinogonia angulicollis
- Ectinogonia atacamensis
- Ectinogonia buqueti
- Ectinogonia carrascoi
- Ectinogonia catenulata
- Ectinogonia costata
- Ectinogonia chalyboeiventris
- Ectinogonia darwini
- Ectinogonia fastidiosa
- Ectinogonia intermedia
- Ectinogonia isamarae
- Ectinogonia minor minor
- Ectinogonia pretiosa
- Ectinogonia pulverea
- Ectinogonia pusilla
- Ectinogonia roitmani
- Ectinogonia speciosa
- Epistomentis pictus
- Hypoprasis elegans
- Lasionota alternans
- Lasionota bivittata
- Lasionota dispar
- Lasionota bifasciatus
- Lasionota conjuncta
- Lasionota cupricollis
- Lasionota javierae
- Lasionota millenium
- Lasionota minor
- Lasionota picta
- Lasionota pubescens
- Lasionota rouleti
- Lasionota rousseli
- Lasionota rufocaudalis
- Lasionota semivittata
- Lasionota stenoloma
- Mastogenius laevifrons
- Mastogenius lizaleriae
- Mastogenius parallelus
- Mastogenius sulcicollis
- Mendizabalia germaini
- Mendizabalia penai
- Neocypetes guttulata
- Paracuris bimaculata
- Philandia araucana
- Philandia valdiviana
- Polycesta costata
- Polycesta tamarugalis
- Pterobothris barrigai
- Pterobothris corrosus
- Pygicera scripta
- Romanophora verecunda
- Trachypteris picta
- Trigonogenium angulosum
- Trigonogenium biforme
- Trigonogenium subaequalis
- Tyndaris marginella
- Tyndaris planata

### Bothrideridae
W Chile stwierdzono m.in:
- Anommatus duodecimstriatus

### Brachyceridae
W Chile stwierdzono m.in:
- Aoratolcus estriatus
- Neobagous coarticollis
- Neopsilorhinus collaris
- Neopsilorhinus modestus
- Neopsilorhinus valdivianus
- Neopsilorhinus variegatus
- Notiodes communis
- Notiodes nanus
- Stenopelmus brunneus
- Stenopelmus minutus

### Brentidae
W Chile stwierdzono m.in:
- Acarapion ferruginosum
- Acarapion nigrosuturatum
- Chilapion macilentum
- Coelocephalapion gandolfoi
- Exapion ulicis
- Hecyrapion novercale
- Mythapion adesmiae
- Mythapion trifolianum
- Noterapion bruchi
- Noterapion chilense
- Noterapion kuscheli
- Noterapion meorrhynchum
- Noterapion nothofagi
- Noterapion philippianum
- Noterapion saperion
- Pystapion erotema
- Rhamnapion humerale
- Rhamnapion pachymerum

### Caridae
W Chile stwierdzono m.in:
- Caenominurus topali
- Chilecar pilgerodendri

### Cavognathidae
W Chile stwierdzono m.in:
- Taphropiestes fusca
- Taphropiestes magna

### Cerylonidae
W Chile stwierdzono m.in:
- Murmidius globosus
- Philothermus major
- Philothermus montanus

### Ciidae
W Chile stwierdzono m.in:
- Cis bimaculatus
- Cis campoi
- Cis chilensis
- Cis espinosai
- Cis fernandezianus
- Cis rufus

### Clambidae
W Chile stwierdzono m.in:
- Clambus chilensis
- Sphaerothorax americanus
- Sphaerothorax andensis

### Corylophidae
W Chile stwierdzono m.in:
- Corylophodes insignis
- Lapapodes chilensis
- Oligathrum waterhousei
- Sericoderus crassus
- Sericoderus lateralis

### Czarnuchowate(Tenebrionidae)
W Chile stwierdzono m.in:

#### Cisawkowate(Alleculinae)
- Allecula chilensis
- Allecula coquimbensis
- Allecula fragilicornis
- Allecula pallididicollis
- Allecula penai
- Allecula pulchella
- Allecula semioscura
- Eucaliga sanguinicollis
- Lycula chilensis
- Narsodes brachypterus
- Narsodes brunneus
- Phediodes apterus
- Phediodes pubescens

#### Diaperinae
- Adelina plana
- Alphitophagus bifasciatus
- Gnatocerus cornutus
- Phaleria gayi
- Phaleria maculata
- Platydema rubida

#### Omiękowate(Lagriinae)
- Gondvanadelium gebieni
- Gondvanadelium seirotranoides
- Licinoma penai
- Penadelium araucanum
- Valdivium aeneum
- Valdivium breve
- Valdivium chilense
- Valdivium dudichi
- Valdivium germaini
- Valdivium montemiliense
- Valdivium monticola
- Valdivium sulcatulum

#### Phrenapatinae
- Archeophthora penai

#### Pimeliinae
- Achanius piceus
- Ammophorus costatus
- Ammophorus peruvianus
- Ammophorus rubripes
- Antofagopraocis brevipilis
- Antofagopraocis subnudus
- Arthroconus apterus
- Arthroconus elongatus
- Arthroconus fuscus
- Arthroconus hirtus
- Aryenis unicolor
- Aryenis tenuis
- Asidelia contracta
- Aspidolobus gayi
- Aspidolobus peñai
- Aspidolobus piliger
- Auladera andicola
- Auladera atronitens
- Auladera crenicosta
- Auladera rugicollis
- Caenocripticoides loksai
- Caenocripticoides translucidus
- Callyntra andina
- Callyntra cantillana
- Callyntra carbonaria
- Callyntra inflata
- Callyntra laticollis
- Callyntra macrocosta
- Callyntra montana
- Callyntra multicostata
- Callyntra paulseni
- Callyntra penai
- Callyntra planiuscula
- Callyntra riverai
- Callyntra rossi
- Callyntra rugosa
- Callyntra servillei
- Callyntra subrugosa
- Callyntra unicosta
- Cordibates chilensis
- Discopleurus acuminatus
- Discopleurus baloghi
- Discopleurus quadricollis
- Entomochilus ciliatus
- Entomochilus elongatus
- Entomochilus brendelli
- Entomochilus franzi
- Entomochilus freudei
- Entomochilus glabratus
- Entomochilus grandis
- Entomochilus hirtipes
- Entomochilus horatii
- Entomochilus illapelensis
- Entomochilus laevipennis
- Entomochilus nitens
- Entomochilus parvus
- Entomochilus pilosus
- Entomochilus quadratus
- Entomochilus rugosus
- Entomochilus tomentosus
- Entomochilus varius
- Entomochilus viali
- Entomochilus wilsoni
- Epipedonota interandina
- Epipedonota lata
- Epipedonota nitida
- Epipedonota subplana
- Epipedonota tricostata
- Eremoecus cordicollis
- Eremoecus eschscholtzi
- Eremoecus robert
- Falsopraocis australis
- Falsopraocis richardae
- Falsopraocis weisseri
- Geoborus costatus
- Geoborus rugipennis
- Grammicus chilensis
- Grammicus latus
- Grammicus mahunkai
- Gyrasida camilae
- Gyrasida fernandoi
- Gyrasida franciscae
- Gyrasida lucianoi
- Gyrasida propensa
- Gyrasida tomasi
- Gyriosomus amabilis
- Gyriosomus angustus
- Gyriosomus atacamensis
- Gyriosomus barriai
- Gyriosomus batesi
- Gyriosomus bridgesi
- Gyriosomus chango
- Gyriosomus curtisi
- Gyriosomus coriaceus
- Gyriosomus elongatus
- Gyriosomus foveopunctatus
- Gyriosomus freyi
- Gyriosomus granulipennis
- Gyriosomus gebieni
- Gyriosomus granocostatus
- Gyriosomus hopei
- Gyriosomus impressus
- Gyriosomus kingi
- Gyriosomus kulzeri
- Gyriosomus laevigatus
- Gyriosomus leechi
- Gyriosomus lineatus
- Gyriosomus luczoti
- Gyriosomus lucens
- Gyriosomus marmoratus
- Gyriosomus multigranulosus
- Gyriosomus melcheri
- Gyriosomus modestus
- Gyriosomus paulseni
- Gyriosomus parvus
- Gyriosomus peniciliger
- Gyriosomus penai
- Gyriosomus planatus
- Gyriosomus planicollis
- Gyriosomus pumilus
- Gyriosomus reedi
- Gyriosomus subrugatus
- Gyriosomus whitei
- Hexagonochilus dilaticollis
- Hexagonochilus tuberculatus
- Hylithus kovacsi
- Hylithus tentyrioides
- Hylithus forsteri
- Hypselops oblonga
- Hypselops oblonga meridionalis
- Lepidocnemeplatia murina
- Melaphorus elegans
- Mitragenius araneiformis
- Mitragenius costatus
- Mitragenius tristis
- Neopraocis reflexicollis
- Nyctelia blairi
- Nyctelia bremei
- Nyctelia crassecostata
- Nyctelia corrugata
- Nyctelia darwini
- Nyctelia fitzroyi
- Nyctelia geometrica
- Nyctelia granulata
- Nyctelia laevis
- Nyctelia multicristrata
- Nyctelia penai
- Nyctelia plicata
- Nyctelia rotundipennis
- Nyctelia sallaei
- Nyctelia solieri
- Nyctelia stephensi
- Nyctelia unicosta
- Nyctelia varipes
- Nyctelia vulcanica
- Nyctopetus aconcaguensis
- Nyctopetus argentinus
- Nyctopetus carinatus
- Nyctopetus kaszabi
- Nyctopetus leechi
- Nyctopetus maculipennis
- Nyctopetus manni
- Nyctopetus nahuelbutensis
- Nyctopetus neuquensis
- Nyctopetus niger
- Nyctopetus nitidus
- Nyctopetus penai
- Nyctopetus ovalis
- Nyctopetus rengoensis
- Nyctopetus tenebrioides
- Omopheres porteri
- Parepitragus pulvurentus
- Parepitragus ater marcuzzi
- Patagonopraocis magellanicum
- Penaus penai
- Peltolobus patagonica
- Peltolobus waterhousei
- Philorea aracniformis
- Philorea brevicornis
- Philorea brevipes
- Philorea codpaensis
- Philorea kuscheli
- Philorea maritima
- Philorea pilosula
- Philorea setipennis
- Philorea scomeli
- Philorea striata
- Physogaster andinus
- Physogaster ericius
- Physogaster globosus
- Physogaster kulzeri
- Physogaster lacordaire
- Physogaster larraini
- Physogaster longipilis
- Physogaster nitidus
- Physogaster oblongulus
- Physogaster penai
- Physogaster sanchezi
- Physogaster setifer
- Pilobalia decorata
- Pilobalia elegans
- Pilobalia oblonga
- Plathestes burmeisteri
- Plathestes kuscheli
- Plathestes depressa
- Plathestes similis
- Plathestes nigra
- Plathestes vidali
- Praocis aenea
- Praocis audouini
- Praocis bicostata
- Praocis costata
- Praocis curta
- Praocis hirtella
- Praocis marginata
- Praocis parva
- Praocis quadrisulcata
- Praocis rufipes
- Praocis rufitarsis
- Praocis sanguinolenta
- Praocis subaenea
- Praocis submetallica
- Praocis subsulcata
- Praocis sulcata
- Praocis spinolai
- Praocis tibialis
- Praocis calderana
- Praocis flava
- Praocis nitens
- Praocis pilula
- Praocis aenescens
- Praocis costatula
- Praocis curtisii
- Praocis pubescens
- Praocis pentachorda
- Praocis larraini
- Praocis chevrolati
- Praocis hirtuosa
- Praocis nuda
- Praocis castanea
- Praocis forsteri
- Praocis oblonga
- Praocis rufilabris
- Praocis reedi
- Praocis tenuicornis
- Praocis uretai
- Praocis striolicollis
- Praocis sellata
- Praocis bicarinata
- Praocis adspersa
- Praocis costipennis
- Praocis cribrata
- Praocis dentipes
- Praocis depressicollis
- Praocis chilensis
- Praocis ecostata
- Praocis ebenina
- Praocis insularis
- Praocis laevicollis
- Praocis peñai
- Praocis picipes
- Praocispunctata
- Praocis pleuroptera
- Praocis plicicollis
- Praocis rugata
- Praocis subreticulata
- Praocis pentagona
- Praocis silphoides
- Praocis spinipedes
- Praocis qualida
- Psammetichus costatus
- Psammetichus carinatus
- Psammetichus cekalovici
- Psammetichus crassicornis
- Psammetichus gracilis
- Psammetichus larraini
- Psammetichus loksai
- Psammetichus pilipes
- Psammetichus gebieni
- Psammetichus peñai
- Psectrascelis aceitunoi
- Psectrascelis andinus
- Psectrascelis arenaria
- Psectrascelis alutacea
- Psectrascelis carrizalensis
- Psectrascelis cinerea
- Psectrascelis confinis
- Psectrascelis conjugens
- Psectrascelis costipennis
- Psectrascelis crassicosta
- Psectrascelis crassiventris
- Psectrascelis davidsi
- Psectrascelis difficilis
- Psectrascelis elguetai
- Psectrascelis elongata
- Psectrascelis escobari
- Psectrascelis hoffmanni
- Psectrascelis freudei
- Psectrascelis guindaliensi
- Psectrascelis impressicollis
- Psectrascelis intricaticollis
- Psectrascelis izquierdoi
- Psectrascelis kuscheli
- Psectrascelis laevigata
- Psectrascelis niemeyeri
- Psectrascelis peñai
- Psectrascelis pilipes
- Psectrascelis pilosa
- Psectrascelis pilosipes
- Psectrascelis plicicollis
- Psectrascelis pudens
- Psectrascelis rojasi
- Psectrascelis rottmanni
- Psectrascelis similis
- Psectrascelis soniae
- Psectrascelis strigosula
- Psectrascelis subcostata
- Psectrascelis subdepressa
- Psectrascelis sublaevicollis
- Psectrascelis toroensis
- Pseudothinobatis ohuasi
- Salax lacordaire
- Thinobatis arenaria
- Thinobatis brevicollis
- Thinobatis calderana
- Thinobatis confusa
- Thinobatis intermedia
- Thinobatis ferruginea
- Thinobatis kuscheli
- Thinobatis larraini
- Thinobatis melcheri
- Thinobatis punctata
- Thinobatis rotundicollis
- Thinobatis rufipes
- Thinobatis simplex
- Trilobocara ciliata

#### Stenochiinae
- Cuphotes mercurius
- Heliofugus collaris
- Heliofugus cryptocephalus
- Heliofugus valenciai
- Heliofugus sulcatulus
- Heliofugus zicsii
- Heliofugus kuscheli
- Heliofugusa concaguensis
- Heliofugus arenosus
- Heliofugus barrosi
- Heliofugus biobioensis
- Heliofugus bremeri
- Heliofugus colasi
- Heliofugus coquimbensis
- Heliofugus cribriceps
- Heliofugus fairmairei
- Heliofugus impressus
- Heliofugus laticollis
- Heliofugus leechi
- Heliofugus peñai
- Heliofugus proximoides
- Heliofugus quillotaensis
- Heliofugus rossi
- Heliofugus sulcatus
- Heliofugus valdiviensis
- Heliofugus ventriosus
- Homocyrtus bonni
- Homocyrtus dives
- Homocyrtus dromedarius
- Myrmecodema elengatula
- Myrmecodema freudei
- Myrmecodema kochi
- Myrmecodema michelbacheri
- Myrmecodema maritima
- Myrmecodema nycterinoides

#### Tenebrioninae
- Acropteron pallipes
- Alphitobius diaperinus
- Alphitobius ulomoides
- Apocrypha baloghi
- Apocrypha elegans
- Apocrypha globosa
- Apocrypha mahunkai
- Apocrypha ovipennis
- Apocrypha solieri
- Blapstinus kulzeri
- Blapstinus holosericeus
- Blapstinus punctulatus
- Conibius franzi
- Diastoleus bicarinatus
- Diastoleus collaris
- Diastoleus girardi
- Ectatocnemis multilineata
- Emmallodera hirtipes
- Emmallodera multipunctata
- Emmallodera nitens
- Emmallodera obesa
- Gonocephalum brevicolle
- Latheticus oryzae
- Nycterinus abdominalis
- Nycterinus genei
- Nycterinus andinus
- Nycterinus angusticollis
- Nycterinus atacamensis
- Nycterinus barriai
- Nycterinus borealis
- Nycterinus coquimbensis
- Nycterinus chango
- Nycterinus diaguita
- Nycterinus kaszabi
- Nycterinus kulzeri
- Nycterinus mannerheimi
- Nycterinus quadricollis
- Nycterinus penai
- Nycterinus rugiceps
- Nycterinus laevigatus
- Nycterinus opacus
- Nycterinus substriatus
- Nycterinus rossi
- Nycterinus thoracicus
- Oligocara cantillana
- Oligocara galvezi
- Oligocara intermedia
- Oligocara moronii
- Oligocara minor
- Oligocara nitidum
- Oligocara silvabudgei
- Oligocara tibialis
- Opatrinus striatus
- Palorus subdepressus
- Phanerops elongata
- Phanerops unicolor
- Scotobius akidioides
- Scotobius andrassyi
- Scotobius asperatus
- Scotobius atacamensis
- Scotobius brevipes
- Scotobius brevis
- Scotobius bullatus
- Scotobius costatus
- Scotobius crassus
- Scotobius crenicollis
- Scotobius curvipes
- Scotobius elvirae
- Scotobius emarginicollis
- Scotobius gayi
- Scotobius inauditus
- Scotobius kaszabi
- Scotobius kirbyi
- Scotobius laeviuscula
- Scotobius larraini
- Scotobius obscurus
- Scotobius patachensis
- Scotobius penai
- Scotobius planatus
- Scotobius planicosta
- Scotobius pulcherrimus
- Scotobius punctatus
- Scotobius rugicollis
- Scotobius rugosulus
- Scotobius vulgaris
- Tenebrio molitor
- Tenebrio obscurum
- Toxicum cribrarium
- Tribolium castaneum
- Tribolium confusum

### Derodontidae
W Chile stwierdzono m.in:
- Nothoderodontus chilensis
- Nothoderodontus dentatus
- Nothoderodontus newtonorum

### Drwionkowate(Lymexylidae)
W Chile stwierdzono m.in:
- Fusicornis valdivianus

### Dryophthoridae
W Chile stwierdzono m.in:
- Cosmopolites sordidus
- Dryophthorus canus
- wołek zbożowy – (Sitophilus granarius)
- wołek ryżowy – (Sitophilus oryzae)
- wołek kukurydzowy – (Sitophilus zeamays)
- Sphenophorus brunnipennis
- Sphenophorus brutus
- Sphenophorus seriepunctatus
- Sphenophorus tenuis

### Dzierożnicowate(Dryopidae)
W Chile stwierdzono m.in:
- Dryops cribratus
- Sosteamorphus chilensis
- Sosteamorphus verrucatus

### Gnojarzowate(Geotrupidae)
W Chile stwierdzono m.in:
- Bolborhinum geotrupoides
- Bolborhinum laesicolle
- Bolborhinum nasutum
- Bolborhinum shajovskoyi
- Bolborhinum tricorne
- Bolborhinum trilobulicorne
- Bolborhinum tubericeps
- Frickius costulatus
- Frickius variolosus
- Taurocerastes patagonicus

### Glaresidae
W Chile stwierdzono m.in:
- Glaresis fritzi

### Gnilikowate(Histeridae)
W Chile stwierdzono m.in:
- Acritus nigricornis
- Aristomorphus rutilus
- Atholus bimaculatus
- Carcinops pumilio
- Carcinops troglodytes
- Contipus impressifrons
- Epierus rhinoceru
- Euspilotus bisignatus
- Euspilotus blanchardi
- Euspilotus crenatipes
- Halacritus riparius
- Hololepta funebre
- Omalodes intermedius
- Pseudister impressifrons
- Phelister chilicola
- Phelister vibius
- Saprinus chilensis
- Saprinus frontistrius
- Saprinus semirosus
- Saprinus spinolae

### Goleńczykowate(Eucnemidae)
W Chile stwierdzono m.in:
- Idiotarsus reedi
- Pseudodiaeretus selkirki

### Grzybinkowate(Leiodidae)
W Chile stwierdzono m.in:

- Agyrtodes ovatus
- Chiliopelates crenulatus
- Chiliopelates edeniensis
- Chiliopelates kuscheli
- Chiliopelates latipennis
- Chiliopelates monticola
- Chiliopelates nigrus
- Chiliopelates ornatus
- Chiliopelates pictus
- Chiliopelates ventricosus
- Colon valdivianum
- Dasypelates gracilis
- Dasypelates nebulosus
- Eunemadus chilensis
- Eupelates transversestrigosus
- Falkocholeva cribellata
- Falkonemadus avicularis
- Falkonemadus similaris
- Falkonemadus sphenisci
- Hydnodiaetus brunneus
- Hydnodiaetus consobrinus
- Metahydnobius basipunctatus
- Metahydnobius bicolor
- Metahydnobius bimaculatus
- Metahydnobius forticorni
- Nemadiolus angustitarsis
- Nemadiolus crassicornis
- Nemadiolus germaini
- Nemadiolus kuscheli
- Nemadiolus newtoni
- Nemadiolus oblongus
- Nemadiopsis barbarae
- Nemadiopsis curvipes
- Nemadiopsis fastidiosus
- Nemadiopsis grossicornis
- Nemadiopsis rotundatus
- Nemadiopsis rufimanus
- Nemadiopsis trichophorus
- Nemadotropis stenosoma
- Neocamiarus kuscheli subsp. kuscheli, subsp. chilotus, subsp. edeniensis
- Neohydnobius argentinicus
- Neohydnobius brevis
- Neopelatops chillanensis
- Neopelatops edwardsi
- Newtoniopsis malleatus
- Ovocyrtusa atricornis
- Ovocyrtusa bicolor
- Ovocyrtusa bipunctata
- Ovocyrtusa newtoni
- Ovocyrtusa thayerae
- Ragytodes ocellifer
- Ragytodina tuberculosa
- Sphaeropelatops globosus

### Gwozdnikowate(Zopheridae)
W Chile stwierdzono m.in:
- Aglenus brunneus
- Aglenus brunneus
- Aulonium chilense
- Coxelus sylvaticus
- Endophloeus angustatus
- Endophloeus porteri
- Endophloeus sharpi
- Erylus chilensis
- Lasconotus chilensis
- Pycnomerodes masafuerensis
- Pycnomerodes masatierrensis
- Pycnomerus germaini
- Pycnomerus insularis
- Sparactus flexuosus

### Hobartiidae
W Chile stwierdzono m.in:
- Hobartius chilensis

### Hybosoridae
W Chile stwierdzono m.in:
- Coilodes chilensis
- Martinezostes asper
- Martinezostes fortecostatus
- Martinezostes ruizi
- Sphaerelytrus posticus

### Hydraenidae
W Chile stwierdzono m.in:
- Gymnochthebius chilenus
- Gymnochthebius germaini
- Gymnochthebius plesiotypus
- Hydraenida ocellata

### Jelonkowate(Lucanidae)
W Chile stwierdzono m.in:
- Apterodorcus bacchus
- Apterodorcus tristis
- Caenolethrus varasi
- Chiasognathus beneshi
- Chiasognathus grantii
- Chiasognathus impubis
- Chiasognathus jousellinii
- Chiasognathus latreillei
- Chiasognathus mniszechii
- Chiasognathus sombrus
- Chileistomus cucullatus
- Erichius brevicollis
- Erichius caelatus
- Erichius calverti
- Erichius costatus
- Erichius darwinii
- Erichius fairmairii subsp. fairmairii, subsp. arriguttii
- Erichius fasciatus
- Erichius femoralis
- Erichius franzae
- Erichius virgatus
- Erichius vittatus subsp. vittatus, subsp. magnificus
- Erichius zabulostictus
- Hilophyllus argentinensis
- Hilophyllus martinezi
- Hilophyllus penai
- Pycnosiphorus lessonii subsp. lessonii, subsp. elongatus, subsp. mandibularis, subsp. marginipennis, subsp. ''ugartei
- Pycnosiphorus philippi
- Sclerostomulus nitidus
- Sclerostomulus tuberculatus
- Streptocerus speciosus

### Kałużnicowate(Hydrophilidae)
W Chile stwierdzono m.in:
- Andotypus aswhorthi
- Anticura flinti
- Berosus bruchianus
- Berosus chalcocephalus
- Berosus pallipes
- Chaetarthria lateralis
- Cylorygmus lineatopunctatus
- Cylorygmus flintispangleri
- Enochrus claudei
- Enochrus fulvipes
- Enochrus vicinus
- Hemiosus dejeani
- Hemiosus multimaculatus
- Hydrochus stolpi
- Paracymus corrinae
- Paracymus graniformis
- Phaenonotum punctulatum
- Tropisternus foveolatus
- Tropisternus iricolor
- Tropisternus setiger

### Kapturnikowate(Bostrichidae)
W Chile stwierdzono m.in:
- Amphicerus cornutus
- Chilenius spinicollis
- Chilenius tabulifrons
- Dexicrates robustus
- Dinoderus minutus
- Lyctus brunneus
- Lyctus chilensis
- Lyctus cinereus
- Lyctus patagonicus
- Micrapate humeralis
- Micrapate scabrata
- Neoterius fairmairei
- Neoterius mistax
- Neoterius pulvinatus
- Polycaon chilensis
- Prostephanus sulcicollis
- Psoa quadrinotata
- Rhyzopertha dominica
- Trogoxylon impressum
- Trogoxylon ingae

### Kateretidae
W Chile stwierdzono m.in:
- Cercometes rugosa
- Cercometes strigosa

### Kobielatkowate(Anthribidae)
W Chile stwierdzono m.in:
- Araecerus fasciculatus
- Corrhecerus minutus
- Dinema filicorne
- Hylotribus asperatus
- Hylotribus lineola
- Hylotribus posticalis
- Hylotribus signatipes
- Hylotribus tuberculosus
- Hylotribus vidali
- Opisolia lenis
- Ormiscus minutus
- Ormiscus parvulus
- Sistellorhynchus plumbicolor
- Sistellorhynchus posticalis

### Kózkowate(Cerambycidae)
W Chile stwierdzono m.in:

#### Dylążowe(Prioninae)
- Acalodegma servillei
- Acalodegma vidali
- Acanthinodera cummingi
- Apterocaulus heterogama
- Chiasmetes limae
- Microplophorus calverti
- Microplophorus magellanicus
- Microplophorus penai

#### Kózkowe(Cerambycinae)
- Abyarachryson signaticolle
- Achenoderus octomaculatus
- Achryson lineolatum
- Achryson philippii
- Adalbus crassicornis
- Ambeodontus tristis
- Ancylodonta nitidipennis
- Ancylodonta tristis
- Apyrauna maculicorne
- Austronecydalopsis curkovici
- Austronecydalopsis iridipennis
- Calydon globithorax
- Calydon submetallicum
- Cerdaia lunata
- Cerdaia testacea
- Ceresium unicolor
- Chenoderus bicolor
- Chenoderus testaceus
- Chenoderus tricolor
- Chenoderus venustus
- Cotyachryson inspergatus
- Cotyachryson philippii
- Cotyachryson sulcicorne
- Deretrachys chilensis
- Drascalia praelonga
- Eburia pilosa
- Epipodocarpus andinus
- Eryphus laetus
- Eryphus transversalis
- Esseiachryson minutum
- Grammicosum flavofasciatum
- Huequenia araucana
- Huequenia livida
- spuszczel domowy (Hylotrupes bajulus)
- Lautarus concinnus
- Maripanus quadrimaculatus
- Megacyllene quinquefasciata
- Nathrius brevipennis
- Neholopterus antarcticus
- Necydalopsis trizonatus
- Neoclytus unicolor
- Neotaphos rachelis
- Paraholopterus nahuelbutensis
- Parasemnus regalis
- Parepimelitta barriai
- Parepimelitta femoralis
- Phantazoderus frenatus
- Phoracantha recurva
- Phoracantha semipunctata
- Phymatioderus bizonatus
- Pnigomenus kuscheli
- Proholopterus annulicornis
- Proholopterus chilensis
- Proholopterus laevigatus
- Protuberonotum roitmani
- Pseudocephalus monstrosus
- Stenophantes herrerai
- Stromatium chilensis
- Sybilla coemeterii
- Sybilla flavosignata
- Sybilla integra
- Sybilla krahmeri
- Sybilla livida
- Syllitus beltrani
- Syllitus cylindricus
- Syllitus elguetai
- Syllitus pseudocupes
- Syllitus schajovskoii
- Tacyba tenuis
- Thrichocalydon havrylenkoi
- Tillomorpha lineoligera
- Tillomorpha myrmicaria
- Unabiara collaris
- Urorcites cribripennis
- Vilchesia valenciai
- Xenocompsa flavonitida
- Xenocompsa martinsi
- Xenocompsa semipolita

#### Kusokrywkowe(Necydalinae)
- Callisphyris apicicornis
- Callisphyris crassus
- Callisphyris ficheti
- Callisphyris fritzi
- Callisphyris leptopus
- Callisphyris macropus
- Callisphyris molorchoides
- Callisphyris odyneroides
- Callisphyris pepsioides
- Callisphyris rufiventer
- Hephaestion annulatus
- Hephaestion aurantum
- Hephaestion bullocki
- Hephaestion chalybaeus
- Hephaestion corralensis
- Hephaestion cyanopterus
- Hephaestion flavicornis
- Hephaestion fuscescens
- Hephaestion holomelas
- Hephaestion lariosi
- Hephaestion macer
- Hephaestion nigricornis
- Hephaestion ocreatum
- Hephaestion pallidicornis
- Hephaestion tolhuaca
- Hephaestion versicolor
- Hephaestion violaceipennis
- Planopus laniniensis
- Planopus octaviusbarrosi
- Stenorhopalus andina
- Stenorhopalus annulata
- Stenorhopalus bicolor
- Stenorhopalus flavicans
- Stenorhopalus gracilipes
- Stenorhopalus gracilis
- Stenorhopalus lepturoides
- Stenorhopalus monsalvei
- Stenorhopalus nigriceps
- Stenorhopalus opaca
- Stenorhopalus rubriceps
- Stenorhopalus rufofemorata
- Stenorhopalus rugosa
- Stenorhopalus valdiviensis
- Stenorhopalus virescens

#### Pędele(Parandrinae)
- Acutandra araucana

#### Zgrzypikowe(Lamiinae)
- Aconopteroides laevipennis
- Aconopterus cristatipennis
- Aconopterus strandi
- Adetus nanus
- Adetus pusillus
- Alcathousites asperipennis
- Apomecyna varia
- Azygocera picturata
- Bisaltes chilensis
- Brachychilus chevrolatii
- Brachychilus lituratus
- Brachychilus scutellaris
- Brachychilus wagenknechti
- Cacostola vagelineata
- Catognatha gracilis
- Cleptonotus albomaculatus
- Cleptonotus subarmatus
- Cleptosoma clavipes
- Emphytoecia alboliturata
- Emphytoecia camousseighti
- Emphytoecia dimidiata
- Emphytoecia elquiensis
- Emphytoecia lineolata
- Emphytoecia niveopicta
- Emphytoecia suturaalba
- Emphytoecia suturella
- Estola hirsutella
- Estola kuscheli
- Estola unicolor
- Helminda pilipennis
- Hoplocleptes humeridens
- Lagocheirus obsoletus
- Leiopus soricinus
- Microcleptes aranea
- Microcleptes variolosus
- Neocolobura alboplagiata
- Neohebestola apicalis
- Neohebestola humeralis
- Neohebestola luchopegnai
- Neohebestola parvula
- Neohebestola petrosa
- Neohebestola viticollis
- Neohoplonotus spiniferus
- Oectropsis franciscae
- Oectropsis latifrons
- Oectropsis pusillus
- Paroectropsis decoratus
- Saepiseuthes chilensis
- Saepiseuthes obliquatus
- Tuberopeplus chilensis
- Tuberopeplus krahmeri

### Łyszczynkowate(Nitidulidae)
W Chile stwierdzono m.in:
- Carpophilus dimidiatus
- Carpophilus fraemani
- Carpophilus hemipterus
- Carpophilus humeralis
- Carpophilus lugubris
- Carpophilus ligneus
- Cnips marginalis
- Cnips marginata
- Cnips picta
- Cnips quadrisignata
- Cnips subcaudata
- Cratonura rufithorax
- Cryptarcha chiliensis
- Cryptarcha germaini
- Cryptarcha lineola
- Cryptarcha maculosa
- Cybocephalus chiliensis
- Cybocephalus subaeneus
- Epuraea fasciolata
- Epuraea sericea
- Epuraeopsis maculipennis
- Lioschema rubrovaria
- Lioschema xacarilla
- Lobiopa setulosa
- Nitidula bourgeoisi
- Nitidula chiliensis
- Nitidula complanata
- Nodola chilensis
- Paromia dorcoides
- Paromia valdiviana
- Perilopsis flava
- Pocadionta dentipes
- Somatoxus chiliensis
- Nitidula carnaria
- Nitidula picta
- Pocadius chilensis

### Mauroniscidae
W Chile stwierdzono m.in:
- Amecomycter bicoloripennis
- Amecomycter pallidicolor
- Amecomycter rugicollis

### Megalopodidae
W Chile stwierdzono m.in:
- Palophagoides vargasorum

### Melyridae
W Chile stwierdzono m.in:

- Amecocerus albohirsutus
- Amecocerus alutaceithorax
- Amecocerus bicoloripennis
- Amecocerus cinerascens
- Amecocerus germaini
- Amecocerus laeviusculus
- Amecocerus longicollis
- Amecocerus luceti
- Amecocerus minor
- Amecocerus obscurus
- Amecocerus paulopubescens
- Amecocerus rufipes
- Amecocerus subaeneus
- Arthrobrachus brasiliensis
- Arthrobrachus dubius
- Arthrobrachus epumenki
- Arthrobrachus flavipennis
- Arthrobrachus latefasciatus
- Arthrobrachus limbatus
- Arthrobrachus maestus
- Arthrobrachus nigromaculatus
- Arthrobrachus quadriguttatus
- Arthrobrachus rufipennis
- Arthrobrachus rufitarsis
- Arthrobrachus tibialis
- Arthrobrachus varians
- Astylosoma immaculata
- Astylosoma pallidinotata
- Astylus subacuminatus
- Astylus trifasciatus
- Astylus vittaticollis
- Brachidia ruficollis
- Brachidia gallerucoides
- Dasytes cinerascens
- Dasytes cyanea
- Dasytes giraudi
- Dasytes glabricollis
- Dasytes puncticollis
- Hylodanacaea angustatithorax
- Hylodanacaea atrocaerulea
- Hylodanacaea binotata
- Hylodanacaea cyaneomaculata
- Hylodanacaea derbesii
- Hylodanacaea elegans
- Hylodanacaea femorata
- Hylodanacaea germaini
- Hylodanacaea haemorrhoidalis
- Hylodanacaea immarginata
- Hylodanacaea impressa
- Hylodanacaea maculicollis
- Hylodanacaea marginipennis
- Hylodanacaea marioi
- Hylodanacaea nobilis
- Hylodanacaea ruficollis
- Hylodanacaea semicincta
- Hylodanacaea squamosa
- Hylodanacaea valparaisana
- Listrocerus rufofemoralis

### Modzelakowate(Trogidae)
W Chile stwierdzono m.in:
- Polynoncus aricensis
- Polynoncus brevicollis
- Polynoncus bullatus
- Polynoncus chilensis
- Polynoncus diffluens
- Polynoncus gibberosus
- Polynoncus hemisphaericus
- Polynoncus longitarsis
- Polynoncus mirabilis
- Polynoncus peruanus

### Nakwiatkowate(Anthicidae)
W Chile stwierdzono m.in:

- Anthicus crux
- Anthicus floralis
- Anthicus melanurus
- Anthicus torquatus
- Apotominus nigrozonatus
- Chileanthicus acutipennis
- Chileanthicus baculentus
- Chileanthicus elmorado
- Chileanthicus femineus
- Chileanthicus hirsutus
- Chileanthicus lafertei
- Chileanthicus maritimus
- Chileanthicus mitis
- Chileanthicus penai
- Copobaenus nobilis
- Copobaenus tristis
- Heterolobus aeneus
- Ischyropalpus curtisi ssp. wittmeri
- Ischyropalpus curtisi
- Ischyropalpus latereductus
- Ischyropalpus maculosus
- Ischyropalpus nigrofemoratus
- Ischyropalpus parallelus
- Ischyropalpus sericans
- Ischyropalpus testaceoguttatus
- Lagrioida obscurella
- Lagrioida rufula
- Mitraelabrus obscurus
- Mitraelabrus sericeus
- Vacusus chilensis
- Vacusus holoxanthus

### Niryjki(Mycteridae)
W Chile stwierdzono m.in:
- Batobius bicolor
- Batobius curtus
- Batobius humilis
- Batobius melanurus
- Batobius pictus
- Batobius ruficollis
- Batobius scaber
- Physcius maximus
- Suggibus muelleri
- Suggibus scotodoides
- Loboglossa variipennis

### Obumierkowate(Monotomidae)
W Chile stwierdzono m.in:
- Monotoma quadrifoveolata
- Europs chilensis
- Europs corticinus
- Europs frontalis

### Ogniczkowate(Pyrochroidae)
W Chile stwierdzono m.in:
- Cycloderes binotatus
- Cycloderes magellanicus
- Cycloderes planipennis
- Cycloderes rubricollis
- Cycloderes signaticollis
- Pilipalpus dasytoides
- Pilipalpus maculicollis

### Oleicowate(Meloidae)
W Chile stwierdzono m.in:

- Anthicoxenus lagenicollis
- Anthicoxenus nigroplagiatus
- Anthicoxenus ovallei
- Anthicoxenus paulseni
- Cissites maculata
- Dictyolytta philippi
- Eospasta inconstans
- Epicauta pilma
- Epicauta platycera
- Epicauta semivittata
- Epicauta singularicornis
- Lyttomeloe saulcyi
- Nemognatha nigrotarsatus
- Picnoseus flavipennis
- Picnoseus flavocincta
- Picnoseus gajardoi
- Picnoseus nitidipennis
- Picnoseus rubrofasciatus
- Pseudomeloe chiliensis
- Pseudomeloe costipennis
- Pseudomeloe excavata
- Pseudomeloe haemopterus
- Pseudomeloe machadoi
- Pseudomeloe ogloblini
- Pseudomeloe parvus
- Pseudomeloe pictus
- Pseudomeloe porteri
- Pseudomeloe sanguinolentus
- Tetraonyx limbatus
- Tetraonyx parviceps
- Tetraonyx septemguttata
- Zonitis infelix

### Omarlicowate(Silphidae)
W Chile stwierdzono m.in:
- Nicrophorus chilensis
- Oxelytrum anticola
- Oxelytrum biguttatum
- Oxelytrum lineatocollis

### Omomiłkowate(Cantharidae)
W Chile stwierdzono m.in:

- Cantharis atroverticalis
- Cantharis bimaculicollis
- Cantharis bistriata
- Cantharis chilensis
- Cantharis flavescens
- Cantharis gracilis
- Cantharis granulaticollis
- Cantharis heterogaster
- Cantharis philippii
- Cantharis pyrauchena
- Cantharis sanguineocincta
- Cantharis scutellaris
- Cantharis similis
- Cantharis solieri
- Cantharis variabilis
- Cantharis ventralis
- Chauliognathus aricanus
- Chauliognathus heterogenes
- Chauliognathus militaris
- Chauliognathus multiplicatus
- Chauliognathus reedi
- Discodon melanopterum
- Discodon semimarginatum
- Dysmorphocerus abanicaensis
- Dysmorphocerus blanchardi
- Dysmorphocerus dilaticornis
- Dysmorphocerus pallidithorax
- Hyponotum chilense
- Hyponotum collaris
- Hyponotum compressicorne
- Hyponotum grandicolle
- Hyponotum krausei
- Hyponotum kuscheli
- Hyponotum mimicum
- Hyponotum ruficolle
- Hyponotum subandina
- Hyponotum trisignata
- Micronotum heterocera
- Micronotum quintum
- Micronotum singularicorne
- Oontelus reticulatus
- Oontelus rugosipennis
- Oontelus suturalis
- Plectocephalon testaceum
- Plectonotum albocinctum
- Plectonotum frontale
- Plectonotum innotaticolle
- Plectonotum nodicornis
- Plectonotum pyrocephalum
- Plectonotum testaceoscutum
- Polemius reedi
- Silis crassicornis
- Silis denticornis

### Osuszkowate(Elmidae)
W Chile stwierdzono m.in:
- Austrelmis anthracina
- Austrelmis chilensis
- Austrelmis costulata
- Austrelmis elegans
- Austrelmis woytkowskii
- Austrolimnius chiloensis
- Elmis nyctelioides
- Elmis scissicollis
- Elmis trivialis
- Hydora annectens
- Hydora lenta
- Microcylloepus chilensis

### Otrupkowate(Byrrhidae)
W Chile stwierdzono m.in:
- Pachymys puberulus
- Morychastes australis

### Oxypeltidae
W Chile stwierdzono m.in:
- Cheloderus childreni
- Cheloderus penai
- Oxypeltus quadrispinosus

### Passandridae
W Chile stwierdzono m.in:
- Catogenus decoratus

### Pawężnikowate(Trogossitidae)
W Chile stwierdzono m.in:
- Acalanthis mirabilis
- Acalanthis quadrisignata
- Acalanthis semimetallica
- Antixoon maculatum
- Antixoon semirufum
- Corticotomus bicolor
- Decamerus haemorrhoidalis
- Diontolobus costulatus
- Diontolobus flavolimbatus
- Diontolobus inaequalis
- Diontolobus incostatus
- Diontolobus lanuginosus
- Diontolobus punctipennis
- Necrobiopsis shangrila
- Phanodesta brevipennis
- Phanodesta cordaticollis
- Phanodesta cribraria
- Phanodesta cribrata
- Phanodesta iohowi
- Phanodesta pubescens
- Phanodesta robusta
- Phanodesta variegata
- Rentonium chilense
- Tenebroides mauritanicus

### Phengodidae
W Chile stwierdzono m.in:
- Mastinocerus araucanus
- Mastinocerus brevipennis
- Mastinocerus chilensis
- Mastinocerus germaini
- Mastinocerus kuscheli
- Mastinocerus nigriceps
- Mastinocerus punctatus
- Mastinocerus ruficollis
- Mastinomorphus atacamaensis
- Mastinomorphus metropolitanus
- Mastinomorphus obscurior
- Mastinomorphus vicunaensis
- Neophengus chilensis
- Neophengus huantaensis
- Neophengus penai
- Oxymastinocerus fulvus

### Phloeostichidae
W Chile stwierdzono m.in:
- Rhopalobrachium clavipes
- Rhopalobrachium penai

### Piórkoskrzydłe(Ptiliidae)
W Chile stwierdzono m.in:
- Acrotrichis aubei
- Acrotrichis chilensis
- Acrotrichis motschulskyi
- Acrotripteryx porteri
- Ptinella flavidula
- Throscidium fairmairei
- Throscidium germaini

### Podryjowate(Attelabidae)
W Chile stwierdzono m.in:
- Minurus fulvescens
- Minurus seniculus
- Minurus testaceus
- Minurus violaceipennis

### Popielichowate(Dascillidae)
W Chile stwierdzono m.in:
- Dascillus lividus
- Pleolobus fuscescens
- Pleolobus nigrinu

### Poświętnikowate(Scarabaeidae)
W Chile stwierdzono m.in:

#### Aegialiinae
- Amerisaprus valdivia

#### Allidiostomatinae
- Allidiostoma bosqui
- Allidiostoma landbecki
- Allidiostoma porteri
- Allidiostoma rufum
- Allidiostoma simplicifrons

#### Chrabąszczowate(Melolonthinae)
- Ampliodactylus marmoratus
- Ampliodactylus vestitus
- Arctodium discolor
- Arctodium mahdii
- Arctodium planum
- Arctodium vulpinum
- Athlia plebeja
- Athlia problematica
- Athlia rotundata
- Athlia rustica
- Diaphylla granulata
- Diaphylla hispida
- Diaphylla lampropyga
- Diaphylla luctuosa
- Diaphylla ornata
- Dihymenonyx herrerai
- Dihymenonyx micropterus
- Dihymenonyx suboblongus
- Issacaris bullocki
- Issacaris petalophora
- Issacaris setosiventris
- Leuretra pectoralis
- Lichnia gallardoi
- Lichnia limbata
- Liogenys grandis
- Liogenys hirta
- Liogenys kuntzeni
- Liogenys obesula
- Liogenys palpalis
- Liogenys penai
- Liogenys wagenknechti
- Luispenaia paradoxa
- Macrodactylus chilensis
- Macrodactylus farinosus
- Modialis prasinella
- Pacuvia castanea
- Pacuvia philippiana
- Phytholaema dilutipes
- Phytholaema herrmanni
- Phytholaema mutabilis
- Plectris talinay
- Pristerophora longipes
- Pristerophora paulseni
- Pristerophora picipennis
- Pseudodicrania aeneobrunnea
- Ptyophis eiderae
- Ptyophis paulseni
- Pusiodactylus flavipennis
- Pusiodactylus mondacai
- Schizochelus modestus
- Sericoides andina
- Sericoides antarcticus
- Sericoides atra
- Sericoides castanea
- Sericoides chilena
- Sericoides chiliensis
- Sericoides chlorosticta
- Sericoides comata
- Sericoides convexa
- Sericoides delicatula
- Sericoides dubia
- Sericoides faminaei
- Sericoides frigida
- Sericoides germaini
- Sericoides glacialis
- Sericoides hirsutus
- Sericoides intermedia
- Sericoides lineolata
- Sericoides livida
- Sericoides longipes
- Sericoides lucida
- Sericoides magellanica
- Sericoides monticola
- Sericoides multicolor
- Sericoides nitida
- Sericoides obesa
- Sericoides obscura
- Sericoides olivacea
- Sericoides opacipennis
- Sericoides pallida
- Sericoides palpalis
- Sericoides philippiana
- Sericoides picea
- Sericoides piligera
- Sericoides pubescens
- Sericoides punctata
- Sericoides rufeola
- Sericoides rufocastanea
- Sericoides rugosula
- Sericoides sinuaticollis
- Sericoides striata
- Sericoides subcostata
- Sericoides sulcatopunctata
- Sericoides sylvatica
- Sericoides testacea
- Sericoides variolosa
- Sericoides vestita
- Sericoides viridis
- Sericoides striata
- Ulata argentina

#### Plugowate(Aphodiinae)
- Acanthaphodius bruchi
- Ataenius chilensis
- Ataenius colombicus
- Ataenius gracilis
- Ataenius icanus
- Ataenius opatroides
- Ataenius picinus
- Ataenius platensis
- Ataenius strigicaudus
- Australaphodius frenchi
- Calamosternus granarius
- Labarrus pseudolividus
- Leiopsammodius indefensus
- Nialaphodius nigrita
- Odontopsammodius cruentus
- Orodaliscoides rugosiceps
- Oxyataenius morosus
- Paranimbus zoiai
- Platytomus micros
- Pleurophorus caesus
- Parataenius derbesis
- Parataenius simulator
- Pseudopodotenus fulviventris
- Symphodon anomalus
- Tesarius caelatus

#### Rohatyńcowate(Dynastinae)
- Ancognatha lutea
- Archophileurus chaconus
- Chiliphileurus tuberculatus
- Golofa inermis
- Tomarus maimon
- Tomarus villosus

#### Rutelowate(Rutelinae)
- Aulacopalpus aconcaguensis
- Aulacopalpus castaneus
- Aulacopalpus ciliatus
- Aulacopalpus clypealis
- Aulacopalpus pilicollis
- Aulacopalpus punctatus
- Aulacopalpus pygidialis
- Aulacopalpus valdiviensis
- Aulacopalpus viridis
- Brachysternus angustus
- Brachysternus germaini
- Brachysternus marginatus
- Brachysternus olivaceus
- Brachysternus patagoniensis
- Brachysternus prasinus
- Brachysternus spectabilis
- Eremophygus lasiocalinus
- Eremophygus philippii
- Hylamorpha elegans
- Oogenius castilloi
- Oogenius chilensis
- Oogenius kuscheli
- Oogenius penai
- Oogenius virens
- Oryctomorphus bimaculatus
- Oryctomorphus laevipennis
- Oryctomorphus maculicollis
- Paranomala undulata

#### Scarabaeinae
- Digitonthophagus gazella
- Homocopris punctatissimus
- Homocopris torulosus
- Megathopa villosa
- Onitis vanderkelleni
- Scybalophagus rugosus
- Tesserodoniella elguetai
- Tesserodoniella meridionalis

### Priasilphidae
W Chile stwierdzono m.in:
- Chileosilpha elguetai

### Promecheilidae
W Chile stwierdzono m.in:
- Chanopterus paradoxus
- Hydromedion anomocerum
- Hydromedion elongatum
- Hydromedion magellanicum
- Hydromedion oblongiusculum
- Hydromedion variegatus
- Parahelops darwini
- Parahelops pubescens
- Parahelops angulicollis
- Parahelops kuscheli
- Promecheilus variegatus

### Protocucujidae
W Chile stwierdzono m.in:
- Ericmodes fuscitarsis
- Ericmodes nigris
- Ericmodes sylvaticus
- Ericmodes tarsalis

### Przekraskowate(Cleridae)
W Chile stwierdzono m.in:

- Calendyma aequipunctata
- Calendyma chilensis
- Chilioclerus mimus
- Corinthiscus denticollis
- Corinthiscus insignicornis
- Ctenoclerus lineatus
- Ctenoclerus pectinatus
- Curacavi dentatus
- Epiclines araucanus
- Epiclines basalis
- Epiclines gayi
- Epiclines puncticollis
- Eurymetomorphon biguttatus
- Eurymetomorphon inaequalicolle
- Eurymetomorphon inaequalicolle
- Eurymetopum bispinosum
- Eurymetopum breve
- Eurymetopum brevevittatum
- Eurymetopum eburneocinctum
- Eurymetopum frigidum
- Eurymetopum fulvipes
- Eurymetopum inerme
- Eurymetopum iridescens
- Eurymetopum longulum
- Eurymetopum maculatum
- Eurymetopum maculipes
- Eurymetopum modestum
- Eurymetopum obscurum
- Eurymetopum paralellum
- Eurymetopum penai
- Eurymetopum prasinum
- Eurymetopum proteus
- Eurymetopum rubidum
- Eurymetopum semiprasinum
- Eurymetopum semirufum
- Eurymetopum viride
- Eurymetopum vittula
- Exochonotus barri
- Exochonotus beechi
- Exochonotus bimaculatus
- Exochonotus eugeniae
- Exochonotus transversalis
- Exochonotus varipennis
- Inhumeroclerus thomsoni
- Monophylla pallipes
- Natalis laplacei
- Natalis similis
- Necrobia ruficollis
- Necrobia rufipes
- Neogyponyx impressus
- Neogyponyx pallidus
- Neogyponyx punctipennis
- Neophylus nahuelbutensis
- Notocymatodera dimidiata
- Notocymatodera variabilis
- Silviella acutipenne
- Silviella nudatum
- Silviella pehuen
- Solervicensia basipennis
- Solervicensia ovatus
- Tarsostenus univittatus

### Psephenidae
W Chile stwierdzono m.in:
- Ectopria grandis
- Eubrianax luteosignatus
- Tychepsephus felix

### Pustoszowate(Ptinidae)
W Chile stwierdzono m.in:

- Anobium angulare
- Anobium cylindricum
- Anobium fumosum
- Anobium haemorrhoidale
- Anobium lunatum
- Anobium nigrum
- Anobium oblongum
- kołatek domowy (Anobium punctatum)
- Anobium raventosi
- Anobium sulcatum
- Ascutotheca estriata
- Ascutotheca germaini
- Ascutotheca obsoleta
- Ascutotheca pubiventris
- Ascutotheca unistriata
- Byrrhocerus newmani
- Byrrhodes bimaculatus
- Byrrhodes nigricolor
- Caenocara discoidale
- Caenocara germaini
- Caenocara humeralis
- Caenocara nigrum
- Calymmaderus annuus
- Calymmaderus capucinus
- Calymmaderus grandis
- Calymmaderus marginaticollis
- Calymmaderus punctatipennis
- Calymmaderus sericeus
- Calymmaderus subexplanatus
- Calymmaderus sublineatus
- Calymmaderus tristriatus
- Catorama instriata
- Cerocosomus cinereus
- Chilenogenius aeneus
- Chondrotheca granulata
- Dorcatoma rubra
- Ernobius germaini
- Ernobius mollis
- Hadrobregmus acutangulum
- Hadrobregmus expansicolle
- Hadrobregmus punctatipennis
- Hadrobregmus spinolae
- Lasioderma serricornis
- Masatierrum impressipenne
- Microxyletinus particularis
- Ozognathus elongatus
- Ozognathus hirsutus
- Ozognathus inarmatus
- Ozognathus rufescens
- Pachotelus bicolor
- Pachotelus fuscus
- Ptinus alboscutellatus
- Ptinus chilensis
- Ptinus divulgatus
- Ptinus elegans
- Ptinus foncki
- pustosz kradnik (Ptinus fur)
- Ptinus germaini
- Ptinus gorhami
- Ptinus hirtithorax
- Ptinus inhumeralis
- Ptinus medionudatus
- Ptinus multifasciculatus
- Ptinus posticatus
- Ptinus reedi
- Ptinus santiagonus
- Ptinus spicicollis
- Ptinus sulcatus
- Ptinus unifasciatus
- Santiagonus gorham
- Sphaericus gibboides
- Stegobium panicea
- Stichtoptychus brevicollis
- Stichtoptychus concavus
- Stichtoptychus germaini
- Stichtoptychus granulosus
- Stichtoptychus homalus
- Stichtoptychus incisus
- Stichtoptychus minutus
- Stichtoptychus obscurus
- Stichtoptychus obsoletus
- Stichtoptychus pubiventris
- Stichtoptychus tenuivittatus
- Trachelus modestus
- Tricorynus chilensis
- Trigonogenius globulum
- Xyletinomorphus chilensis
- Xyletinomorphus longipennis
- Xyletomerus atricolor
- Xyletomerus brevihirsutus
- Xyletomerus germaini
- Xyletomerus impressipennis
- Xyletomerus lacus
- Xyletomerus major
- Xyletomerus subelongatus
- Xyletomerus testaceicornis

### Rhipiceridae
W Chile stwierdzono m.in:
- Polymerius chilensis

### Różnorożkowate(Heteroceridae)
W Chile stwierdzono m.in:
- Gradus rivularis
- Efflagitatus similis

### Ryjkowcowate(Curculionidae)
W Chile stwierdzono m.in:

#### Baridinae
- Chilebaris flavipes
- Chilebaris tenuis
- Eucalus fasciolatus
- Eucalus tessellatus
- Eucalus unicolor
- Eucalus vitticollis
- Scirpicola chilensis
- Scirpicola geminatus
- Torcus humeralis
- Torcus luteolus
- Weiseriella erirhinoide

#### Curculioninae
- Anthonomus araucanus
- Anthonomus berberidis
- Anthonomus blanchardi
- Anthonomus chilicola
- Anthonomus kuscheli
- Anthonomus ornatus
- Anthonomus signatipennis
- Derelomus piriformis
- Epaetius carinulatus
- Epembates callidus
- Gonipterus scutellatus
- Malaiserhinus kageneckiae
- Nothofaginoides andinus
- Nothofaginus lineaticollis
- Nothofagobius brevirostris
- Omoides flavipes
- Omoides humeralis
- Omoides uretanus
- Omoides validus
- Rhopalomerus tenuirostris
- Sibinia albovittata
- Smicronyx argentinensis
- Smicronyx chilensis
- Smicronyx vallium
- Sphaeriopoeus faber
- Wittmerius longirostris

#### Cyclominae
- Acrostomus griseus
- Acrostomus magellanicus
- Acrostomus vianai
- Adioristidius chilensi
- Adioristidius hirsutus
- Adioristidius jorgei
- Adioristidius nivalis
- Aegorhinus albolineatus
- Aegorhinus bilineatus
- Aegorhinus boviei
- Aegorhinus bulbifer
- Aegorhinus delfini
- Aegorhinus fascicularis
- Aegorhinus inermis
- Aegorhinus kuscheli
- Aegorhinus maestus
- Aegorhinus maulinus
- Aegorhinus nitens
- Aegorhinus nodipennis
- Aegorhinus ochreolus
- Aegorhinus oculatus
- Aegorhinus opaculus
- Aegorhinus phaleratus
- Aegorhinus schoenherri
- Aegorhinus servillei
- Aegorhinus silvicola
- Aegorhinus subplanifrons
- Aegorhinus superciliosus
- Aegorhinus suturalis
- Aegorhinus vitulus
- Alastoropolus strumuosus
- Amathynetoides appendiculatus
- Amathynetoides longulus
- Amathynetoides palustris
- Antarctobius germaini
- Antarctobius hyadesii
- Antarctobius lacunosus
- Antarctobius rugirostris
- Antarctobius yefacel
- Falklandiellus suffodens
- Falklandiopsis magellanica
- Falklandius antarcticus
- Falklandius chilensis
- Falklandius peckorum
- Germainiellus angulipennis
- Germainiellus attenuatus
- Germainiellus dentipennis
- Germainiellus fulvicornis
- Germainiellus laevirostris
- Germainiellus lugens
- Germainiellus ovatus
- Germainiellus philippi
- Germainiellus planipennis
- Germainiellus punctiventris
- Germainiellus rugipennis
- Haversiella albolimbata
- Hyperoides murinus
- Hyperoides subcinctus
- Hyperoides victus
- Lamiarhinus aelficus
- Lamiarhinus horridus
- Listroderes affinis
- Listroderes angusticeps
- Listroderes annulipes
- Listroderes apicalis
- Listroderes bimaculatus
- Listroderes brevirostris
- Listroderes cinerarius
- Listroderes costirostris
- Listroderes curvipes
- Listroderes delaiguei
- Listroderes desertorum
- Listroderes difficilis
- Listroderes erinaceus
- Listroderes fallax
- Listroderes foveatus
- Listroderes hoffmanni
- Listroderes howdenae
- Listroderes leviculus
- Listroderes lugubris
- Listroderes montanus
- Listroderes nodifer
- Listroderes obrieni
- Listroderes punicola
- Listroderes robustior
- Listroderes robustus
- Listroderes trivialis
- Listroderes tuberculifer
- Listronotus apicalis
- Listronotus bonariensis
- Listronotus cyrticus
- Listronotus geminatus
- Listronotus griseus
- Listronotus lineolaticollis
- Listronotus minutus
- Listronotus ornatipennis
- Neopachytychius squamosus
- Philippius superbus
- Puranius australis
- Puranius dubius
- Puranius elguetai
- Puranius fasciculiger
- Puranius hispidus
- Puranius inaequalis
- Puranius midas
- Puranius nigrinus
- Puranius pusillus
- Puranius sylvanius
- Puranius torosus
- Puranius tothus
- Puranius tuberosus
- Puranius verrucosus
- Puranius vulgaris
- Rhigopsidius tucumanus
- Telurus caudiculatus
- Telurus dissimilis
- Trachodema minuta
- Trachodema tuberculosa

#### Entiminae
- Amphideritus chilensis
- Amphideritus puberulus
- Anomophthalmus insolitus
- Aramigus tessellatus
- Asynonychus cervinus
- Atrichonotus pacificus
- Atrichonotus taeniatulus
- Caneorhinus gravidus
- Caneorhinus lineatus
- Caneorhinus tessellatus
- Caneorhinus uretai
- Chileudius varians
- Cindynus sericeus
- Cylydrorhinus albostrigosus
- Cylydrorhinus angulatus
- Cylydrorhinus angustatus
- Cylydrorhinus araucanus
- Cylydrorhinus aspericollis
- Cylydrorhinus aymaranus
- Cylydrorhinus burmeisteri
- Cylydrorhinus carinicollis
- Cylydrorhinus caudiculatus
- Cylydrorhinus chilensis
- Cylydrorhinus clathratus
- Cylydrorhinus conspersus
- Cylydrorhinus costatus
- Cylydrorhinus cupreosquamosus
- Cylydrorhinus denticulatus
- Cylydrorhinus dentipennis
- Cylydrorhinus elongatus
- Cylydrorhinus farinosus
- Cylydrorhinus frigidus
- Cylydrorhinus fulvipes
- Cylydrorhinus glaberrimus
- Cylydrorhinus gonoderus
- Cylydrorhinus herrerai
- Cylydrorhinus inaequatus
- Cylydrorhinus indefensus
- Cylydrorhinus lactifer
- Cylydrorhinus laevipennis
- Cylydrorhinus lateralis
- Cylydrorhinus laticollis
- Cylydrorhinus lineatulus
- Cylydrorhinus lineiger
- Cylydrorhinus manni
- Cylydrorhinus marinus
- Cylydrorhinus melanoleucus
- Cylydrorhinus metrius
- Cylydrorhinus nahuelius
- Cylydrorhinus oblongus
- Cylydrorhinus parvulus
- Cylydrorhinus patagonicus
- Cylydrorhinus percostatus
- Cylydrorhinus perforatus
- Cylydrorhinus pilosissimus
- Cylydrorhinus pilosus
- Cylydrorhinus plumeus
- Cylydrorhinus praelongus
- Cylydrorhinus punctulatus
- Cylydrorhinus quadricollis
- Cylydrorhinus setosulus
- Cylydrorhinus simplex
- Cylydrorhinus sordidus
- Cylydrorhinus squamirostris
- Cylydrorhinus subcostatus
- Cylydrorhinus ursinus
- Cylydrorhinus villosulus
- Cylydrorhinus vittatus
- Cyphometopus angustus
- Cyphometopus argentatus
- Cyphometopus aricensis
- Cyphometopus auratus
- Cyphometopus cinereus
- Cyphometopus marmoratus
- Cyphometopus masafuerae
- Cyphometopus minimus
- Cyphometopus tessellatipennis
- Dasydema anucella
- Dasydema hirtella
- Galenactus litoralis
- Geniocremnus angustirostris
- Geniocremnus chiliensis
- Geniocremnus laticollis
- Geniocremnus villosus
- Geonemides ater
- Geosphaeropterus chango
- Geosphaeropterus meridionalis
- Geosphaeropterus pegnai
- Hybreoleptops aureosignatus
- Hybreoleptops roseus
- Hybreoleptops santiagensis
- Hybreoleptops tuberculifer
- Hybreoleptops vestitus
- Hybreoleptops xanthomelas
- Megalometides cacicus
- Megalometides discors
- Megalometis andigena
- Megalometis aureosquamosus
- Megalometis spinifer
- Mionarthrus cinerascens
- Naupactus bridgesii
- Naupactus leucoloma
- Naupactus ruizi
- Naupactus verecundus
- Naupactus xanthographus
- Nototactus angustirostris
- Nototactus latirostris
- Otiorhynchus rugosostriatus
- Otiorhynchus sulcatus
- Pandeleteius baccharis
- Parergus albescens
- Parergus angusticeps
- Parergus axillaris
- Parergus fascioliger
- Platyaspistes glaucus
- Platyaspistes marginalis
- Platyaspistes prasinus
- Platyaspistes unicolor
- Platyaspistes venustus
- Polydrusus chilensis
- Polydrusus nothofagi
- Polydrusus roseus
- Premnotrypes latithorax
- Sitona discoideus
- Strangaliodes albosquamosus
- Strangaliodes azurescens
- Strangaliodes deserticola
- Strangaliodes elongatus
- Strangaliodes mutuarius
- Strangaliodes niger
- Strangaliodes squamiger
- Strangaliodes sticticus
- Strangaliodes sulcatulus
- Sysciophthalmus bruchi
- Trichocyphus formosus
- Trichocyphus pulcher
- Trichocyphus rubricollis

#### Kornikowate(Scolytinae)
- Acorthylus bosqi
- Araptus chilensis
- Cnemonyx galeritus
- Coccotrypes dactyliperda
- Gnathotrupes barbifer
- Gnathotrupes cirratus
- Gnathotrupes consobrinus
- Gnathotrupes fimbriatus
- Gnathotrupes herbertfranzi
- Gnathotrupes impressus
- Gnathotrupes longipennis
- Gnathotrupes nanus
- Gnathotrupes pustulatus
- Gnathotrupes sericeus
- Gnathotrupes vafer
- Gnathotrupes velatus
- zakorek czarny – (Hylastes ater)
- Hylastes linearis
- Hylastinus obscurus
- Hylesinus toranio
- Hylurgonotus antipodus
- Hylurgonotus armaticeps
- Hylurgonotus solidus
- Hylurgonotus tuberculatus
- drzewisz owłosiony – (Hylurgus ligniperda)
- Hypothenemus eruditus
- korniczek wielozębny – (Orthotomicus laricis)
- Pagiocerus frontalis
- Phloeotribus porteri
- Phloeotribus willei
- Pityophthorus corticalis
- Pityophthorus espinosai
- Pityophthorus kuscheli
- Pseudothysanoes guevinae
- Pseudothysanoes spinatus
- ogłodek wielorzędowy – (Scolytus multistriatus)
- ogłodek szorstki – (Scolytus rugulosus)
- Sinophloeus porteri
- drwalniczek Saksesena – (Xyleborinus saxeseni)
- Xyleborus affinis
- Xyleborus ferrugineus
- Xyleborus pfeili
- Xyleborus volvulus
- Xylechinosomus humilis
- Xylechinosumus valdivianus
- Xylechinus aconcaguensis
- Xylechinus chiliensis
- Xylechinus declivis
- Xylechinus maculatus
- Xylechinus porteri
- Xylechinus solervicensi
- Xylechinus squamatilis
- Xylechinus tuberculifer
- Xylechinus variegatus
- Xylechinus vittatus

#### Krótkoryjki(Ceutorhynchinae)
- Hypurus bertrandi

#### Krytoryjki(Cryptorhynchinae)
- Acalles attenuatus
- Acalles cinerascens
- Acalles cristatiger
- Acalles ferrugineus
- Acalles fuscescens
- Acalles humilis
- Acalles lineolatus
- Acalles litturatus
- Acalles moestus
- Acalles pictus
- Acalles poverus
- Acalles pulverulentus
- Acalles rotundatus
- Acalles signatus
- Acalles tristis
- Acalles varius
- Achopera lachrymosa
- Anaballus cristatiger
- Anaballus plagiatus
- Cnemecoelus cribraticollis
- Cnemecoelus puncticollis
- Cnemecoelus valdivianus
- Cnemecoelus valparadisiacus
- Lembodes albosignatus
- Myelobius bioculatus
- Myelobius fasciolatus
- Neotorneuma porteri
- Psepholax dentipes
- Psepholax humilis
- Rhyephenes clathratus
- Rhyephenes gayi
- Rhyephenes goureaui
- Rhyephenes humeralis
- Rhyephenes lateralis
- Rhyephenes maillei
- Rhyephenes squamiger
- Sternochetus mangiferae
- Strongylopterus ovatus

#### Molytinae
- Antilophus cristulatus
- Apteronanus dendroseridis
- Apteronanus gunnerae
- Araucarietius viridans
- Berberidicola ater
- Berberidicola carinatus
- Berberidicola crenulatus
- Berberidicola exaratus
- Calvertius tuberosus
- Eisingius araucariae
- Eisingius chusqueae
- Erirhinoides unicolor
- Gayus elegans
- Gayus penicilliger
- Georhynchus mortetii
- Germainius laesicollis
- Juanorhinus robinsoni
- Juanorhinus ruficeps
- Nothofagius australis
- Nothofagius fimbriatus
- Planus barbatus
- Platynanus arenarius
- Platynanus baeckstroemi
- Platynanus hirsutissimus
- Platynanus quadratifer
- Platynanus sericatus
- Platynanus skottsbergi
- Porteriella brevis
- Tartarisus concinnus
- Tartarisus griseus
- Tartarisus perforatipennis
- Tartarisus signatipennis
- Tartarisus subfasciatus

#### Mesoptiliinae
- Allomagdalis anonyx
- Allomagdalis cryptonyx
- Allomagdalis heteronyx
- Apocnemidophorus nigrotuberosus
- Apocnemidophorus obsoletus
- Apocnemidophorus pruinosus
- Apocnemidophorus variegatus
- Cnemidontus crassicollis
- Heteromagdalis australis
- Heteromagdalis montana
- Micromagdalis antennata
- Neomagdalis cana
- Neomagdalis unicolor

#### Trzenie(Cossoninae)
- Anolethrus gracilis
- Araucarius chilensis
- Araucarius major
- Araucarius medius
- Araucarius minor
- Cossonus nitidus
- Euophryum chilense
- Hexarthrum exiguum
- Macrorhyncolus littoralis
- Pachystylus dimidiatus
- Pachystylus nigrirostris
- Pachystylus nitidus
- Pachytrogus crassirostris
- Pentharthrum castaneum
- Pentharthrum huttoni
- Pentarthrum porteri
- Pselactus spadix
- Torostoma apicale

### Ryjoszowate(Nemonychidae)
W Chile stwierdzono m.in:
- Mecomacer collaris
- Mecomacer hirticeps
- Mecomacer ruficornis
- Mecomacer scambus
- Nannomacer germaini
- Nannomacer wittmeri
- Rhynchitomacer apionoides
- Rhynchitomacer cortesi
- Rhynchitomacer errans
- Rhynchitomacer flavus
- Rhynchitomacer luridus niepewny
- Rhynchitomacer nigritus
- Rhynchitomacer nitidus
- Rhynchitomacer puberulus
- Rhynchitomacer rufus niepewny
- Rhynchitomacer vernus
- Rhynchitomacer viridulus
- Rhynchitomacerinus kuscheli

### Schylikowate(Mordellidae)
W Chile stwierdzono m.in:
- Hoshihananomia alboguttata
- Mordella abbreviata
- Mordella andina
- Mordella argentipunctata
- Mordella auroviolacea
- Mordella blanchardi
- Mordella castaneipennis
- Mordella erythrura
- Mordella flexuosa
- Mordella fulvosignata
- Mordella fumosa
- Mordella hieroglyphica
- Mordella holosericea
- Mordella krausei
- Mordella leucostigma
- Mordella luctuosa
- Mordella nana
- Mordella nigra
- Mordella proxima
- Mordella rufipennis
- Mordella rufoxillaris
- Mordella suturalis
- Mordella thoracica
- Mordella vesconis
- Mordella vidua
- Mordella violacescens
- Mordella xanthogastra
- Mordellaria scripta
- Mordellistena bicolor
- Mordellistena elongata
- Mordellistena horaki
- Mordellistena loasae
- Pseudomordellaria melanocephala

### Scirtidae
W Chile stwierdzono m.in:

- Cyphon albrieci
- Cyphon antarcticum
- Cyphon cadornai
- Cyphon huguesi
- Cyphon joffrei
- Cyphon lemani
- Cyphon liggeti
- Cyphon lunatum
- Cyphon luteolineatum
- Cyphon maculatum
- Cyphon maculicorne
- Cyphon maistrei
- Cyphon obliquatum
- Cyphon obscurus
- Cyphon pallicolor
- Cyphon parvum
- Cyphon patagonicum
- Cyphon roosevelti
- Cyphon schwabei
- Cyphon testaceum
- Cyphon torquatum
- Cyphon triste
- Elodes estiennei
- Elodes fayollei
- Elodes maculicollis
- Elodes marnei
- Elodes pichoni
- Elodes raynali
- Elodes rousseli
- Elodes velutina
- Microcara fuegensis

### Scraptiidae
W Chile stwierdzono m.in:
- Nemacerus incertus
- Scraptia angustata
- Scraptia cyclops
- Scraptia fairmairei
- Scraptia fallaciosa
- Scraptia humilis
- Scraptia obscura
- Scraptia pallens
- Scraptia ruficollis
- Scraptia variegata
- Tolmetes longipennis

### Skórnikowate(Dermestidae)
W Chile stwierdzono m.in:

- Anthrenus flavipes prawdopodobnie
- mrzyk krostowiec (Anthrenus scrophulariae)
- mrzyk dziewannowiec (Anthrenus verbasci) prawdopodobnie
- Attagenus fasciatus prawdopodobnie
- szubak dwukropek (Attagenus pellio) prawdopodobnie
- Attagenus unicolor prawdopodobnie
- Cryptorhopalum maculatum prawdopodobnie
- Dermestes ater prawdopodobnie
- Dermestes carnivorus prawdopodobnie
- Dermestes frischii prawdopodobnie
- skórnik słoniniec (Dermestes lardarius) prawdopodobnie
- Dermestes maculatus
- Dermestes patagoniensis
- Dermestes peruvianus
- Dermestes rufofuscus
- Hemirhopalum suturale
- Orphinus fulvipes prawdopodobnie
- Reesa vespulae
- Trogoderma angustum
- Trogoderma atrum
- Trogoderma constantini
- Trogoderma glabrum
- Trogoderma granarium prawdopodobnie
- Trogoderma inclusum prawdopodobnie
- Trogoderma novaki
- Trogoderma nubleana
- Trogoderma obscurum
- Trogoderma rubiginosum
- Trogoderma santiagoi
- Trogoderma subtile
- Trogoderma variegatum
- Trogoderma vicinum

### Sphindidae
W Chile stwierdzono m.in:
- Protosphindus bellus
- Protosphindus chilensis

### Spichrzelowate(Silvanidae)
W Chile stwierdzono m.in:
- Ahasverus advena
- Amydropa anophthalm
- Australohyliota chilensis
- Australophanus redtenbacheri
- Cryptamorpha desjardinsi
- Microhyliota integricollis
- Oryzaephilus surinamensis
- Oryzaephilus mercator
- Silvanus unidentatus

### Sprężykowate(Elateridae)
W Chile stwierdzono m.in:

- Acrocryptus ater
- Agriotes australis
- Agriotes chilensis
- Agriotes dubius
- Agriotes germaini
- Agriotes vicinus
- Alyma ariasvillegasai
- Alyma calafquenensis
- Alyma contulmoensis
- Alyma lawlerae
- Alyma pallipes
- Alyma quiriquinaensis
- Alyma rieseorum
- Alyma shapiroi
- Anaspasis germaini
- Anaspasis parallela
- Anaspasis penai
- Anaspasis solieri
- Anoplischius candezei
- Antitypus insignitus
- Aphricus chilensis
- Athous phylander
- Bedresia deromecoides
- Bedresia impressicollis
- Bedresia livida
- Bedresia nigra
- Bedresia punctatosulcata
- Bedresia truncatipennis
- Bohartina palmae
- Bohartina vilchesensis
- Campyloxenus pyrothorax
- Candanius gracillimus
- Cardiophorus delfini
- Cardiophorus herbsti
- Cardiorhinus chilensis
- Cardiorhinus granulosus
- Cardiorhinus unicolor
- Carlota coigue
- Compsoctenus elegans
- Conoderus bellus
- Conoderus chilensis
- Conoderus depressus
- Cosmesus minusculus
- Cosmesus striatus
- Ctenicera canaliculata
- Deromecus agriotes
- Deromecus anchastinus
- Deromecus angustatus
- Deromecus anthracinus
- Deromecus bellus
- Deromecus carinatus
- Deromecus cervinus
- Deromecus curtus
- Deromecus debilis
- Deromecus delfini
- Deromecus filicornis
- Deromecus fulvus
- Deromecus germaini
- Deromecus griscescens
- Deromecus inops
- Deromecus melanurus
- Deromecus niger
- Deromecus nigricornis
- Deromecus rubricollis
- Deromecus rufulus
- Deromecus sanguinicollis
- Deromecus scapularis
- Deromecus tenuicollis
- Deromecus trivittatus
- Dilobitarsus crux
- Dilobitarsus laconoides
- Dilobitarsus sulcicollis
- Dilobitarsus vitticollis
- Dipropus chilensis
- Eanus philippi
- Elater decorus
- Elater ruficollis
- Euglossus impressicollis
- Gabryella attenuata
- Gabryella elguetai
- Gabryella nancyta
- Gabryella umbilicata
- Gabryella wulfklohnai
- Grammephorus rufipennis
- Hemicrepidius amoenus
- Heteroderes amplicollis
- Heteroderes rufangulus
- Horistonotus castaneus
- Ischnodes elguetai
- Ischnodes reedi
- Lacon chilensis
- Lacon fairmairei
- Llanquihue carlota
- Llanquihue vittipennis
- Lynnyella concepcionensis
- Lynnyella diegoi
- Lynnyella gerhardtae
- Lynnyella juanjoseorum
- Lynnyella longaviensis
- Lynnyella suturalis
- Lynnyella valenciai
- Malalcahuello ocaresi
- Margaiostus andicola
- Margaiostus magellanicus
- Mecothorax anticura
- Mecothorax calafquen
- Mecothorax carmenjuliae
- Mecothorax castanipennis
- Mecothorax duahatao
- Mecothorax girardai
- Mecothorax maipoensis
- Mecothorax maturanai
- Mecothorax pichinahuel
- Mecothorax pucatrihue
- Mecothorax valdiviensis
- Mecothorax valparaisensis
- Mecothorax villarricensis
- Mecothorax vulgaris
- Mesembria striata
- Mesembria vittipennis
- Nyctophyxix leporinus
- Nyctophyxix ocellatus
- Olotelus femoralis
- Osorno ambiguus
- Ovipalpus piceus
- Ovipalpus pubescens
- Paracardiophorus humeralis
- Paradonus atomus
- Paradonus nivalis
- Parallotrius pallipes
- Phanophorus parallelus
- Phanophorus perspicax
- Podonema aluperam
- Podonema dalcahue
- Podonema impressum
- Podonema kopihue
- Podonema maihue
- Podonema mawida
- Podonema obscuratum
- Podonema palmarensis
- Podonema wiloi
- Prodrasterius pullatus
- Pseudiconus mendax
- Pseudoderomecus fairmairei
- Semiotus luteipennis
- Simodactylus delfini
- Sofia sulcata
- Somomecus parallelus
- Stenocebrio coquimbensis
- Tibionema abdominalis
- Tunon guinezi
- Valdivelater krahmerus
- Valdivelater oncolensis

### Stonkowate(Chrysomelidae)
W Chile stwierdzono m.in:

#### Strąkowcowate(Bruchinae)
- Acanthoscelides argillaceus
- Acanthoscelides longescutus
- Acanthoscelides mankinsi
- strąkowiec fasolowy (Acanthoscelides obtectus)
- Acanthoscelides suramerica
- Amblycerus dispar
- strąkowiec grochowy (Bruchus pisorum)
- strąkowiec bobowy (Bruchus rufimanus)
- Callosobruchus maculatus
- Lithraeus egenus
- Lithraeus elegans
- Lithraeus ferrugineipennis
- Lithraeus leguminarius
- Lithraeus mutatus
- Lithraeus poverus
- Lithraeus praecanus
- Lithraeus pyrrhomelas
- Litrhaeus scutellaris
- Megabruchidius tonkineus
- Megacerus eulophus
- Penthobruchus germaini
- Pseudopachymerina spinipes
- Rhipibruchus picturatus
- Scutobruchus ceratioborus
- Scutobruchus gastoi
- Stator limbatus
- Stator testudinarius
- Stator tigrensis
- Zabrotes subfasciatus

### Ścierowate(Mycetophagidae)
W Chile stwierdzono m.in:
- Mycetophagus chilensis
- Pseudochrodes suturalis
- Typhaea stercorea

### Śniadkowate(Melandryidae)
W Chile stwierdzono m.in:
- Amomphopalpus pictus
- Amomphopalpus quadriplagiatus
- Lederia oviformis
- Mallochira subfasciata
- Orchesia affinis
- Orchesia angustata
- Orchesia fasciolata
- Orchesia filicornis
- Orchesia fumosa
- Orchesia fusca
- Orchesia nigra
- Orchesia parvula
- Orchesia picta
- Orchesia posticalis
- Serropalpus valdivianus
- Xylita obscuroguttata

### Świetlikowate(Lampyridae)
W Chile stwierdzono m.in:
- Cladodes ater
- Cladodes flabellata
- Lucidota costata
- Lucidota inapicalis
- Pyractonema albomarginata
- Pyractonema angustata
- Pyractonema bifenestrata
- Pyractonema brevipennis
- Pyractonema depressicornis
- Pyractonema haemorrhoa
- Pyractonema latior
- Pyractonema minor
- Pyractonema nigripennis
- Pyractonema obscura
- Pyractonema rhododera
- Pyractonema subulipennis
- Pyractonema vicina
- Vesta cincticollis
- Vesta latastei

### Trachelostenidae
W Chile stwierdzono m.in:
- Trachelostemus fasciculiferus
- Trachelostenus inaequalis

### Trąbiki(Salpingidae)
W Chile stwierdzono m.in:
- korolubek (Aglenus brunneus) ssp. chilensis
- Oncosalpingus podagricus
- Rhinosimus anthracinus
- Rhinosimus valdivianus
- Vincenzellus andinus
- Vincenzellus brevirostris
- Vincenzellus frigidus
- Vincenzellus variegatus

### Ulodidae
W Chile stwierdzono m.in:
- Pteroderes tuberosa
- Trachyderas costulata
- Ulocyphaleus valdivianus

### Wachlarzykowate(Ripiphoridae)
W Chile stwierdzono m.in:
- Macrosiagon gayi
- Macrosiagon pectorale
- Rhipiphorus valdivianus

### Wygłodkowate(Endomychidae)
W Chile stwierdzono m.in:
- Chileolobius globosus
- Holoparamecus ragusae
- Hyplathrinus planicollis

### Wymiecinkowate(Latridiidae)
W Chile stwierdzono m.in:
- Adistemia bicarinata
- Adistemia watsoni
- Aridius nodife
- Aridius gayi
- Aridius malouinensis
- Cartodere crenicollis
- Cartodere grouvellei
- Cartodere laevithorax
- Coninomus constrictus
- Coninomus dimidiatus
- Coninomus dromedarius
- Coninomus heteronotus
- Coninomus humeralis
- Coninomus subfasciatus
- Enicmus transversithorax
- Melanophthalma castri
- Melanophthalma pilosa
- Melanophthalma australis
- Metophthalmus bicolor
- Metophthalmus hispidus

### Zadrzewkowate(Erotylidae)
W Chile stwierdzono m.in:

- Brachysphaenus klugi
- Cypherotylus badeni
- Cypherotylus elevatus
- Loberoschema aenea
- Loberoschema bimaculata
- Loberus atomaroides
- Loberus corticaroides
- Loberus deyrollei
- Loberus floralis
- Loberus germaini
- Loberus glabratus
- Loberus luctuosus
- Loberus stultus
- Loberus undulatus
- Lobosternum clavicorne
- Neoxestus chilensis
- Neoxestus cauquenes
- Neoxestus lucile
- Neoxestus nahuelbuta
- Neoxestus nonguen
- Neoxestus norma
- Stengita nodifera
- Tomarops chilensis
- Xalpirta arnetti
- Xalpirta azureipennis
- Xalpirta elsa
- Xalpirta guerini
- Xalpirta stellaris
- Xalpirta valdiviana
- Zonarius melanoderes

### Zalęszczycowate(Oedemeridae)
W Chile stwierdzono m.in:
- Ananca cyanipennis
- Ananca latreillei
- Ananca lineata
- Ananca nigrolineata
- Ananca opacipennis
- Ananca pallens
- Ananca servillei
- Anisomallus cinerascens
- Dityloidea janthina
- Mecopselaphus maculicollis
- Nacerdes brevipennis
- Nacerdes melanura
- Nephrosis sulcicollis
- Nimales longicornis
- Oligorhina ruficollis
- Platylytra vitticolle
- Sisenecantharis chilensis

### Zatęchlakowate(Cryptophagidae)
W Chile stwierdzono m.in:
- Chiliotis exilis
- Chiliotis formosa
- Chiliotis germaini
- Chiliotis gracilis
- Chiliotis laticeps
- Chiliotis longicornis
- Cryptophagus atomarioides
- Cryptophagus germaini
- Cryptophagus selkirki
- Cryptophagus skottsbergi
- Cryptophagus splendens
- Cryptosomatula longicornis
- Micrambina analis
- Micrambina basalis
- Neohenoticus palmerae
- Paramecosoma chilensis